# Hawker 400
O Hawker 400 é uma aeronave bimotor executiva de médio porte, com motorização turbofan e capacidade para transportar confortavelmente sete ou oito passageiros em viagens interestaduais e internacionais, fabricada nos Estados Unidos pela Hawker Beechcraft Corporation (anteriormente Raytheon Aircraft Corporation), que utilizou como base o projeto de jato executivo Diamond, comprado do fabricante japonês Mitsubishi.

## Origem
O fabricante japonês Mitsubishi e a sua criação totalmente original Mitsubishi Diamond chamaram a atenção da comunidade aeronáutica internacional na década de 1980 por uma variedade de boas ideias e algumas soluções adotadas no projeto, como o piso totalmente plano na cabine de passageiros e sua robustez estrutural proporcionada pelas duas resistentes longarinas principais fixadas na sua robusta fuselagem de seção oval.
Na verdade, o fabricante japonês Mitsubishi já havia impressionado anos antes com a criação do turboélice para uso executivo MU (com mais de 700 unidades vendidas), mas foi somente a partir do projeto do Diamond que a competência dos engenheiros aeronáuticos japoneses da Mitsubishi foi finalmente reconhecida no meio aeronáutico mundial, mesmo considerando a convencional construção em alumínio e ligas metálicas.
Cerca de 100 unidades do Diamond foram vendidas.

## Beechcraft
A partir da década de 1990, quando o fabricante norte-americano Beechcraft se interessou pelo projeto do Mitsubishi Diamond a ponto de comprá-lo e rebatizá-lo de Beechjet 400, alguns aprimoramentos e melhorias no projeto foram estudados e colocados em prática, como a substituição dos tradicionais ailerons presentes na maioria dos aviões fabricados no mundo e a implantação de novas superfícies aerodinâmicas chamadas spoilerons localizadas sobre as asas.  
A partir daí, os flaps passaram a ocupar grande parte do bordo de fuga das asas, resultando em um conjunto com melhor performance para pousos e decolagens em pistas de pouso pavimentadas de médio tamanho, com números similares aos alcançados pelos jatinhos executivos da família Citation, do fabricante estadunidense Cessna.  Pode-se considerar esta uma das explicações para o sucesso de vendas do Beechcraft Beechjet 400, com mais de 400 unidades vendidas.
A motorização turbofan Pratt & Whitney JT15D do Beechjet 400 é praticamente a mesma de um dos seus principais concorrentes, o Cessna Citation II, e para competir com os novos jatos da marca Learjet, o Learjet 40 e o Learjet 45, as mesmas características de conforto do Diamond foram mantidas no Beechjet, incluindo uma galley compacta para  refeições rápidas e bebidas, próxima à porta de entrada da aeronave, e um pequeno toalete básico no fundo da cabine de passageiros, com pia para lavar as mãos e escovar os dentes.

## Hawker 400XP
Na década de 2000, o fabricante norte americano Hawker Beechcraft Corporation introduziu algumas melhorias no projeto do Beechjet 400, incluindo um pequeno aumento do peso máximo de decolagem, e renomeou o jatinho executivo para Hawker 400, resultando em mais de 300 unidades vendidas.

## Versões

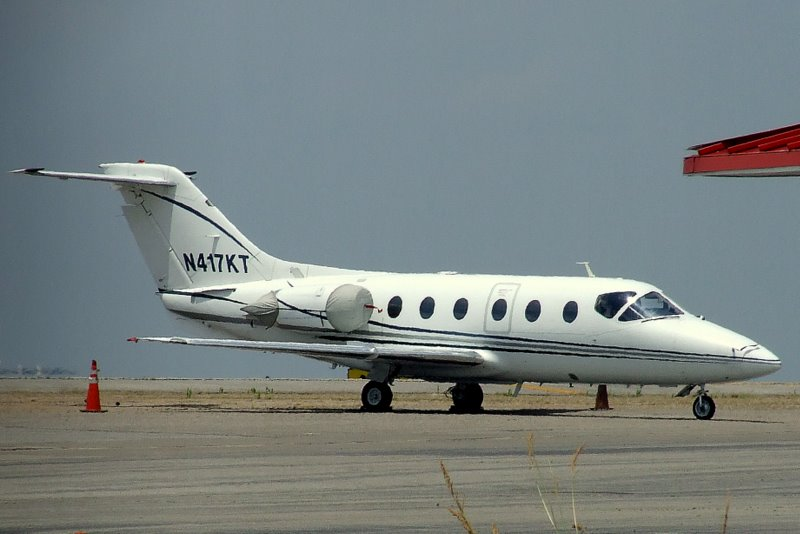
Um Mitsubishi Diamond I

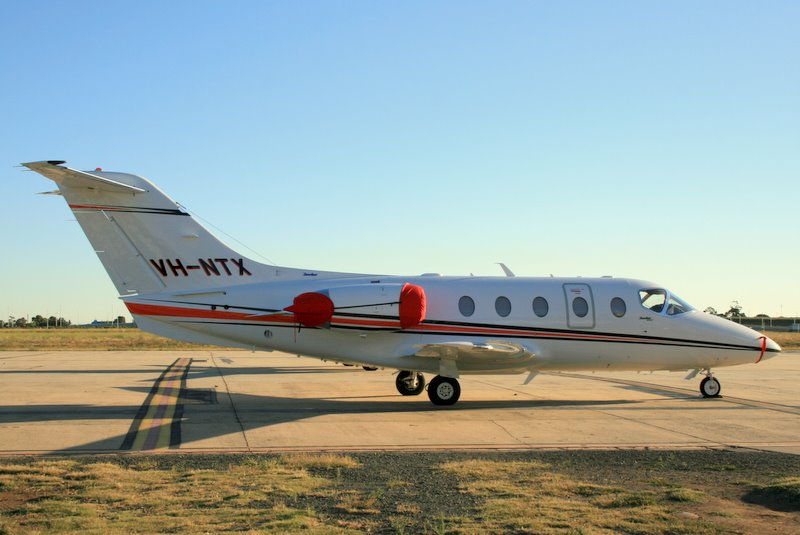
Um Hawker 400XP. O 400XP tem uma janela a menos em cada lado da fuselagem comparado ao Diamond e Beechjet

Mitsubishi MU-300 Diamond I
Modelo Inicial. Dois protótipos e mais 89 aeronaves produzidas.
Mitsubishi MU-300-10 Diamond II
Versão melhorada do Diamond I; 11 aeronaves produzidas, mais tarde renomeadas como Beechjet 400.
Beechcraft Model 400 Beechjet
Versão do Diamond II construída após a compra dos direitos de produção pela Beechcraft do MU-300 da Mitsubishi, 54 produzidos além dos 11 Diamond II.
Model 400A
Versão melhorada, inicialmente produzida como Beechcraft Beechjet 400A, mais tarde Raytheon Beechjet 400A, após Raytheon Hawker 400XP, e finalmente Hawker Beechcraft Hawker 400XP. Um protótipo convertido do modelo 400 e outros 593 produzidos até o final de 2009.
Model 400T
Versão militar do modelo 400A, 180 produzidas para a Força Aérea dos Estados Unidos conhecido como T-1 Jayhawk e 13 construídos para a Força de Defesa Própria Japonesa.
Hawker 400XPRUma atualização da própria Hawker para esta aeronave, com novos aviônicos, interior e motores Williams FJ44.

## Ficha técnica
- Pista de pouso: Aprox. 1.650 metros (lotado / dias quentes / tanques cheios);
- Teto de serviço: Aprox. 13.500 metros;
- Velocidade de cruzeiro: Aprox. 820 km/h;
- Motorização (potência): 2 X Pratt & Whitney JT15D (2.965 libras / cada);
- Capacidade: 7 ou 8 passageiros;
- Consumo médio (QAV): Aprox. 610 litros / hora (lotado / 75% potência);
- Consumo médio (QAV): Aprox. 0,09 litro / passageiro / km voado);
- TBO (tempo entre revisões): 3 600 horas (400XP);
- TBO (tempo entre revisões): 3 500 horas (Beechjet);
- Alcance (Beechjet): Aprox. 2.300 quilômetros (lotado / 75% potência / com reservas);
- Climb (subida): Aprox. 590 metros / minuto;
- Peso máximo decolagem: Aprox. 7.400 kg (400XP);
- Peso máximo decolagem: Aprox. 7.300 kg (Beechjet);
- Payload (carga paga): Aprox. 600 kg (Beechjet);
- Peso vazio: Aprox. 4.500 kg;
- Área de asa: Aprox. 22 m²;
- Preço (Diamond): US$ 1,3 milhão (usado / bom estado de conservação);
- Preço (Beechjet): US$ 1,8 milhão (usado / bom estado de conservação);
- Preço (Hawker): US$ 2,1 milhões (usado / bom estado de conservação);

## Principais concorrentes
- Cessna Citation II
- Bombardier Learjet 35
- Cessna Citation Bravo
- Bombardier Learjet 45
- Cessna Citation CJ2
- Embraer Phenom 300
- Cessna Citation Encore
- Bombardier Learjet 40